# Campeonato Mundial de Patinaje de Velocidad sobre Hielo de 1994
El LXXXVIII Campeonato Mundial de Patinaje de Velocidad sobre Hielo se celebró en dos sedes: las competiciones masculinas en Gotemburgo (Suecia) del 12 al 13 de marzo y las femeninas en Butte (Estados Unidos) del 5 al 6 de febrero de 1994 bajo la organización de la Unión Internacional de Patinaje sobre Hielo (ISU), la Federación Sueca de Patinaje sobre Hielo y la Federación Estadounidense de Patinaje sobre Hielo.

## Resultados

### Masculino
| Evento                | Oro                                       | Plata                                    | Bronce                                      |
| --------------------- | ----------------------------------------- | ---------------------------------------- | ------------------------------------------- |
| 500 m                 | Ids Postma · Países Bajos · 38,39 s       | Hiroyuki Noake Japón 38,50 s             | Naoki Kotake Japón 38,90 s                  |
| 1500 m                | Johann Olav Koss · Noruega · 1:59,68      | Andrei Anufriyenko · Rusia · 2:00,76     | Hiroyuki Noake Japón 2:00,95                |
| 5000 m                | Kjell Storelid · Noruega · 7:11,63        | Johann Olav Koss · Noruega · 7:14,21     | Jaromir Radke · Polonia · 7:16,05           |
| 10000 m               | Johann Olav Koss · Noruega · 14:49,58     | Kjell Storelid · Noruega · 14:51,68      | Ids Postma · Países Bajos · 14:54,93        |
| Clasificación general | Johann Olav Koss · Noruega · 167,233 pts. | Ids Postma · Países Bajos · 168,457 pts. | Rintje Ritsma · Países Bajos · 168,567 pts. |

### Femenino
| Evento                | Oro                                    | Plata                                    | Bronce                                     |
| --------------------- | -------------------------------------- | ---------------------------------------- | ------------------------------------------ |
| 500 m                 | Ulrike Adeberg · Alemania · 41,36 s    | Emese Hunyady · Austria · 41,80 s        | Emese Antal · Austria · 41,84 s            |
| 1500 m                | Emese Hunyady · Austria · 2:07,13      | Mihaela Dascălu · Rumania · 2:07,22      | Anni Friesinger · Alemania · 2:07,93       |
| 3000 m                | Emese Hunyady · Austria · 4:30,59      | Ulrike Adeberg · Alemania · 4:30,71      | Mihaela Dascălu · Rumania · 4:32,41        |
| 5000 m                | Emese Hunyady · Austria · 8:02,06      | Anni Friesinger · Alemania · 8:04,77     | Liudmila Prokashova · Kazajistán · 8:04,97 |
| Clasificación general | Emese Hunyady · Austria · 177,480 pts. | Ulrike Adeberg · Alemania · 178,733 pts. | Mihaela Dascălu · Rumania · 178,859 pts.   |

## Medallero
- Solo se otorgan medallas en la clasificación general.

| Núm. | País         | Oro | Plata | Bronce | Total |
| ---- | ------------ | --- | ----- | ------ | ----- |
| 1    | Austria      | 1   | 0     | 0      | 1     |
| 1    | Noruega      | 1   | 0     | 0      | 1     |
| 3    | Países Bajos | 0   | 1     | 1      | 2     |
| 4    | Alemania     | 0   | 1     | 0      | 1     |
| 5    | Rumania      | 0   | 0     | 1      | 1     |
|      | TOTAL        | 2   | 2     | 2      | 6     |